# Etheostoma juliae
Etheostoma juliae és una espècie de peix de la família dels pèrcids i de l'ordre dels perciformes.

## Morfologia
Els mascles poden assolir els 7,8 cm de longitud total.

## Distribució geogràfica
Es troba a Nord-amèrica: sud de Missouri i nord d'Arkansas.